# Flabellopora tuberosa
Flabellopora tuberosa är en mossdjursart som beskrevs av Canu och Bassler 1929. Flabellopora tuberosa ingår i släktet Flabellopora, och familjen Biporidae. Inga underarter finns listade i Catalogue of Life.